# As Hébridas (Mendelssohn)

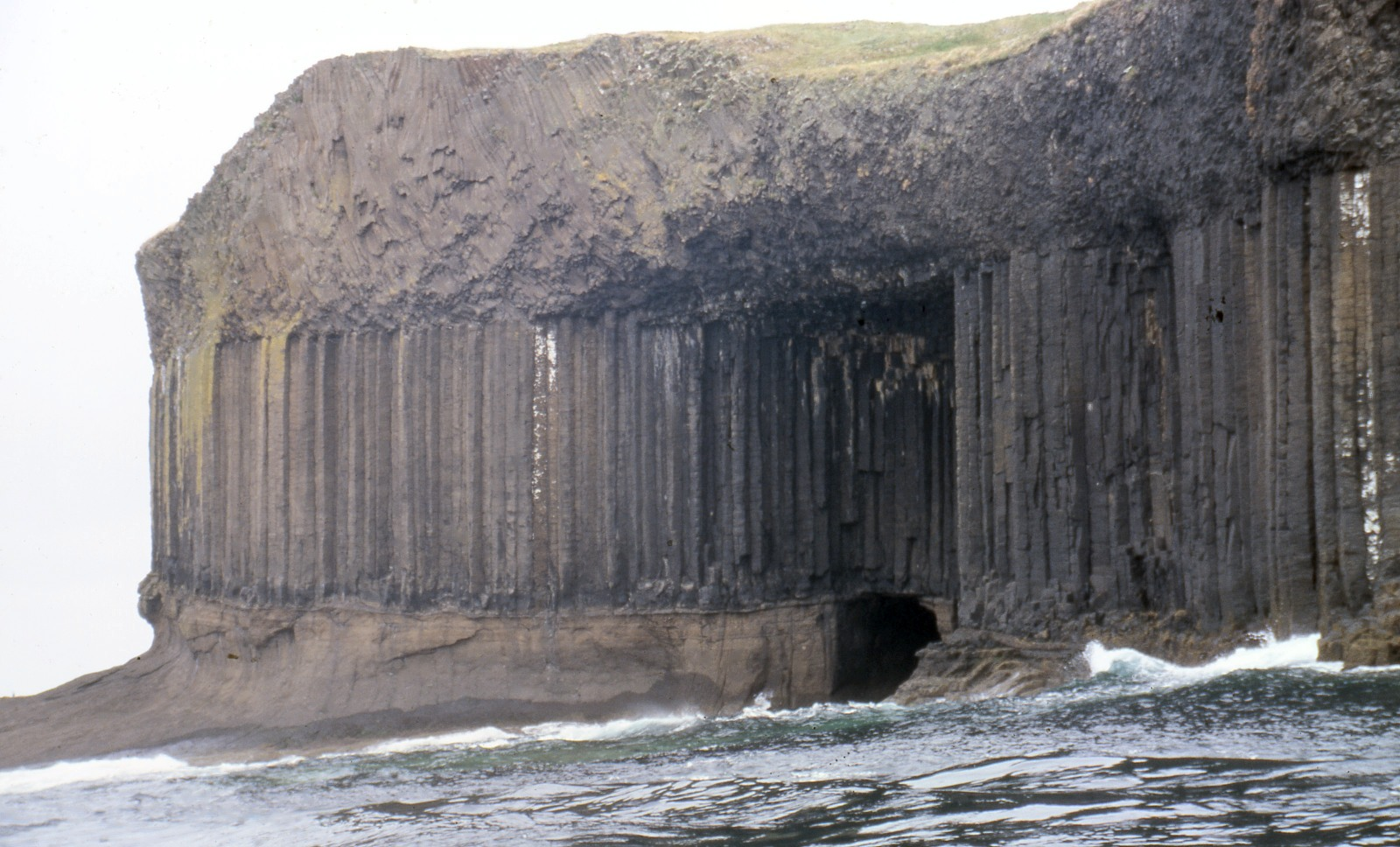
A Gruta de Fingal nas Hébridas Interiores, Escócia

A abertura As Hébridas (em alemão:  Die Hebriden), Opus 26, também conhecida como A gruta de Fingal (Die Fingalshöhle), é um poema sinfónico composto por Felix Mendelssohn em 1830. O seu nome provém da Gruta de Fingal, em Staffa, uma das ilhas Hébridas Interiores, na costa da Escócia. Pese o nome de "Abertura", a obra é independente, e converteu-se numa peça frequente do repertório orquestral. Mendelssohn dedicou a obra ao rei Frederico Guilherme IV da Prússia, então Príncipe da Prússia.
Mendelssohn viajou para Inglaterra pela primeira vez por convite de um alemão, por motivo de seu vigésimo aniversário. Depois da viagem por Inglaterra, o compositor passou na Escócia, onde compôs a famosa sinfonia n.º 3, dita "Escocesa". Durante estas viagens pelo país, visitou as Hébridas e em particular a ilha de Staffa, onde descobriu a Gruta de Fingal, já um atractivo turístico. Naquela época a caverna tinha aproximadamente 11 metros de altura e 60 de profundidade, e continha coloridos pilares de basalto. De imediato começou a escrever o que depois se converteria no tema inicial da obra, e enviou-a à sua irmã, Fanny Mendelssohn, numa carta onde afirmava: "Para lograr que compreendas até que ponto me afectaram as Hébridas, envio-te o seguinte, que veio lá à minha cabeça".
O compositor terminou a obra em 16 de dezembro de 1830, e intitulou-a originalmente Die einsame Insel, "A ilha solitária". No entanto, Mendelssohn reviu depois a partitura, que voltou a dar por finalizada em 20 de junho de 1832, e reintitulou-a Die Hebriden, "As Hébridas". O título "A Gruta de Fingal" também faz a sua aparição na partitura. A obra estreou em 14 de maio de 1832 em Londres, num concerto onde também se interpretou a abertura de Mendelssohn Sonho de uma Noite de Verão.
O manuscrito autógrafo é conservado na Biblioteca Bodleiana, em Oxford.